# Аспекты любви
Аспекты любви (англ. Aspects of Love) — мюзикл Эндрю Ллойда Уэббера, Дона Блэка и Чарльза Харта.
Мюзикл создан по одноимённому роману Дэвида Гарнетта, рассказывающем о романтичных запутанных отношениях между: актрисой Роуз Вайберт, её поклонником Алексом Диллингемом, его несовершеннолетней кузиной Дженни, его дядюшкой Джорджем и любовницей Джорджа — Джульеттой Трапани, в течение 17 лет. Под «Аспектами» понимается любовь во всех её проявлениях: женщины к пожилому мужчине, юноши к женщине, девочки-подростка ко взрослому мужчине, любовь детей и родителей, любовь двух женщин.

## История создания
Идея создать мюзикл принадлежит Тиму Райсу. Такая мысль пришла Тиму в голову, когда ему с Ллойдом Уэббером предложили написать несколько песен к экранизации романа. Позже лирист забыл об этой идее, а Ллойд Уэббер нет. На репетициях «Кошек» он ознакомил с романом Тревора Нанна. Тому понравилась идея сценической адаптации. Он сам написал слова для нескольких песен и в 1983 году эти номера были представлены в Кабаре, но проект был на некоторое время забыт. Через пять лет Ллойд Уэббер и Нанн вернулись к нему, но Эндрю уже не устраивали тексты Тревора. Он начал искать нового соавтора. Райс отказался от сотрудничества. Тогда композитор пригласил Дона Блэка и Чарльза Харта. Они дали своё согласие на сотрудничество.
Ллойд Уэббер перенёс в «Аспекты любви» по крайней мере 5 мелодий из другого своего мюзикла, одноактного «Крикета», написанного с Тимом Райсом.

## Сюжет

### Акт I
1964 год. Франция. Город Пау. Железнодорожная станция. Мужчина (34-летний Алекс) пытается осмыслить свою личную жизнь за прошедшие 17 лет. Женщина (Джульетта Трапани) убеждает его, что «это всё в прошлом».
Действие переносится в 1947 год. Бедная 25-летняя актриса Роуз Вайберт ругается со своим продюсером Марселем по причине провала их шоу через две недели после премьеры. Марсель пытается оправдаться и, чтобы успокоить Роуз, знакомит её с юным, состоятельным Алексом (её поклонником). Юноша умоляет её поехать с ним на его виллу (на самом деле принадлежащую его дяде Джорджу), где у них будет небольшое свидание. Дядя Джордж, в это время находившийся в Париже со своей любовницей, скульптором Джульеттой Трапани, узнав, что Роуз и Алекс без разрешения «вторглись» на его виллу, возвращается в Пау.
Джордж очень нравится Роуз, несмотря на его почтенный возраст, и чтобы завоевать его внимание она идёт на рискованный шаг: надевает платья его погибшей жены. Джорджу удаётся держать себя, когда он видит Роуз в нарядах его любимой, покойной жены Делии, которая, кстати сказать, тоже была актрисой. Он замечает, что Роуз даже чем-то похожа на неё. Дядя намекает племяннику, что всему хорошему когда-нибудь приходит конец и его отношениям с Роуз тоже. Возмущенный Алекс настаивает на том, что его отношения с Роуз не детская игра, а настоящая любовь. После Джордж развлекает Роуз пикантными подробностями из своей жизни, а Алекс ревниво слушает.
Дядя Джордж уезжает, и на следующий день Роуз, получив телеграмму, тоже уезжает, якобы по просьбе Марселя. Алекс осознаёт, что она сама себе написала телеграмму, так как никто не знал, что она на вилле. С горечью, он понимает, что Роуз никогда не будет воспринимать его всерьёз.
Два года спустя. Алекс, уже солдат, решает навестить своего дядю в Париже (на вилле в это время идёт ремонт). В его квартире он встречает Роуз. Алекс испытывает шок, когда узнаёт, что Роуз стала любовницей дяди Джорджа и жила в этой квартире с того момента, как уехала из Пау два года назад. Он обвиняет её в том, что ей нужны только деньги его дяди. Роуз не согласна с ним и утверждает, что по-настоящему любит Джорджа, но признаёт, что неравнодушна и к Алексу. Всё приводит к тому, что они проводят вместе ночь. Утром Роуз умоляет Алекса уехать, прежде чем приедет его дядя. Разъярённый он достаёт пистолет. Защищаясь, она бросает в него подсвечник, и Алекс случайно ранит её в руку. Роуз падает в обморок.
В это время возвращается Джордж и ведёт себя на удивление спокойно. Дядя и племянник начинают спорить друг с другом — с кем будет лучше Роуз? Наконец, было решено, что Роуз останется с Алексом. Дядя уезжает в Венецию, чтобы повидать бывшую любовницу Джульетту. Однако Роуз не устраивает такой ход событий, и она уходит от Алекса, решив остаться с его дядей. Она намерена разобраться с Джульеттой и вернуть Джорджа. Когда Алекс уезжает, она вместе с Марселем отправляется в Венецию. Там в это время Джордж рассказывает обо всём Джульетте. Она уверена, что он не сможет забыть Роуз. Внезапно появляется сама Роуз, и Джордж хотя и раздражённый её появлением, признается, что не сможет жить без неё.
Проходит некоторое время. Роуз и Джульетта сближаются. В одной из бесед они обсуждают Джорджа и приходят к выводу, что ошибались во мнениях друг о друге. Во время беседы возвращается Джордж (в некоторых постановках он застаёт их вдвоём в постели) и сообщает, что потерял большую часть своих денег. Роуз предлагает Джорджу жениться на ней, и он соглашается. На свадьбе Джульетта потрясает всех, когда требует, чтобы именно она была шафером невесты и при всех целует её в губы. Джордж, однако, очарован этим.
В военном лагере, в Малайе, спустя несколько месяцев Алекс узнаёт о прошедшей свадьбе и что его дядя скоро станет отцом.

### Акт II
Двенадцать лет спустя. Роуз — театральная звезда, у неё есть молодой любовник по имени Хьюго. Марсель и актёры празднуют успех последней постановки, но Роуз отказывается отмечать успех вместе с ними и собирается вернуться на виллу в Пау к мужу Джорджу и 12-летней дочери Дженни. Марсель восхищается ей и повторно представляет 32-летнему Алексу. Роуз рада встрече с ним и настаивает, чтобы он отправился с ней в Пау.
На вилле в это время Дженни с волнением ожидает приезда матери. Её отец заявляет, что купил бы все удовольствия мира для своей маленькой дочки. Он очень рад тому, что его племянник приехал вместе с Роуз. Происходит встреча между Алексом и Дженни, которая очень много слышала о своём кузене. Роуз и Джордж настаивают на том, чтобы Алекс остался на вилле. Тем временем, в Венеции, бывшая любовница Джорджа — Джульетта, размышляет о тонкой грани между настоящей любовью и безумной страстью. Она признаётся себе, что всегда любила только Джорджа.
Два года спустя. Алекс полагает, что Дженни нуждается в Парижском образовании. Это расстраивает Роуз, подозревающую, что её дочь слишком увлеклась Алексом. На обеде Дженни появляется в платье первой жены Джорджа. Счастливый отец танцует со своей дочерью. Дженни пытается вовлечь в танец кузена, но тот вежливо отказывается. Позже, когда Дженни и Алекс остаются одни, Дженни, наконец, упрашивает его на последний танец. Роуз шокирована, увидев Дженни, прижимающуюся в танце к своему кузену «по-взрослому». После ухода Алекса, Дженни говорит матери, что Алекс — первый, кто помог ей почувствовать себя как женщину. Роуз решает серьёзно поговорить с ним. Он признается, что испытывает чувства к Дженни, но утверждает, что никогда не причинил бы ей вреда. Позже, на прогулке, Дженни признается Алексу, что любит его. Она просит кузена быть честным, потом целует его в губы.
Джордж планирует свои похороны, настаивая, чтобы на них все танцевали и веселились. Роуз доказывает ему, что он переживёт их всех. В Парижском цирке, Джордж, Роуз, Алекс празднуют пятнадцатилетие Дженни. Джордж волнуется, когда наблюдает как Дженни и Алекс беседуют. Позже Алекс укладывает Дженни спать. Дженни пытается убедить его в правдивости своих чувств, но он настаивает на том, что они — только кузены. Дженни засыпает. Алекс знает, что он не должен любить её, но ему всё труднее сдерживать свои чувства. Разгневанный Джордж подслушивает Алекса и подозревает худшее. Внезапно ему становится плохо, он падает в обморок. Алекс, выходя из комнаты Дженни, обнаруживает мёртвого дядю.
На похоронах Джорджа Джульетта произносит речь, отмечающую нетрадиционность Джорджа и его веру в то, что нужно жить полной жизнью. Джульетта и Алекс наконец-то знакомятся и танцуют вместе, не замечая, как всё больше увлекаются друг другом. Дженни шпионит за ними, в то время как Марсель успокаивает убитую горем Роуз.
Джульетта и Алекс просыпаются на сеновале. Алекс счастлив, он уверен, что нашёл любовь всей своей жизни и теперь ломает голову, как ему завершить отношения с Дженни. Позже, он пытается объяснить ей, что их отношения были неестественными. Она же напоминает, что ему было всего семнадцать лет, когда он впервые встретился с Роуз, и что сама Дженни не моложе, чем Шекспировская Джульетта. Роуз, прощаясь с Алексом, внезапно начинает умолять его не бросать её. Алекс, не зная, что и сказать, уезжает.
На вокзале в Пау Алекс и Джульетта ждут поезда, Джульетта пытается себе представить, что будет через несколько лет, когда Дженни станет взрослой женщиной? Алекс неспособен ответить на этот вопрос. Он опять думает о том, как может любовь изменить всё.

## Список номеров
| Акт I - Love Changes Everything (Алекс) - A small theatre in Montphile (Роуз, Марсель, актрисы, Алекс) - Parlez-vous Français? (Эстрадный певец, Алекс, Роуз, Марсель, официанты и актёры) - The railway station (Алекс и Роуз) - Seeing is Believing (Алекс и Роуз) - The house in Pau (Алекс и Роуз) - An art exhibition in Paris (Джордж и Джульетта) - A Memory of a Happy Moment (Джульетта и Джордж) - In many rooms in the house at Pau (Роуз и Алекс) - On the terrace (Джордж, Алекс и Роуз) - Outside the bedroom (Роуз и Алекс) - Chanson d’Enfance (Роуз и Алекс) - At the house at Pau (Роуз и Алекс) - Everybody Loves A Hero (Харкерс и Хор) - George’s flat in Paris (Алекс и Роуз) - First orchestral interlude (Алекс, слуга, Роуз и Джордж) - She’d Be Far Better Off with You (Джордж и Алекс) - Second Orchestral interlude (оркестр) - Stop. Wait. Please. (Джордж, Джульетта и Роуз) - A registry office (Джордж, Роуз и Джульетта) - A military camp in Malaysia (Алекс) | Акт II - Orchestral introduction to Act II (оркестр) - A theatre in Paris (Марсель, Роуз, актрисы и Хьюго) - Leading Lady (Марсель, Роуз, Алекс и Хьюго) - At the stage door (Роуз и Алекс) - George’s house at Pau (Джордж и Дженни) - Other Pleasures (Джордж) - A café in Venice (Джульетта) - There is More to Love (Джульетта) - The garden in Pau (Джордж, Дженни, Роуз и Алекс) - Mermaid Song (Дженни, Алекс и Джордж) - The country side around the house (Third orchestral interlude) (оркестр) - The garden at Pau (Джении, Алекс и Роуз) - On the terrace (Джордж, Хьюго, Алекс, Роуз и Дженни) - The First Man You Remember (Джордж и Дженни) - The vineyard at Pau (Джордж, Роуз, Алекс, Дженни, Хьюго и Рабочие) - Up in the Pyrenees (Дженни и Алекс) - George’s study at Pau (Джордж и Роуз) - Journey of a Lifetime (Эстрадная певица, Хор, Джордж, Роуз, Алекс и Дженни) - Falling (Алекс, Дженни, Роуз и Джордж) - Jenny’s bedroom in Paris (Алекс, Дженни, Джордж, Роуз и Хьюго) - Hand Me the Wine and the Dice (Джульетта, Хор, Алекс, Дженни, Роуз, Хьюго и Марсель) - A hay loft (Джульетта и Алекс) - On the terrace (Алекс, Дженни и Роуз) - Anything But Lonely (Роуз, Алекс, Джульетта) |

Примечание: Большая часть номеров — песни, но есть номера, где присутствуют и речевые диалоги.

## Постановки
Вест-Эндовская премьера мюзикла состоялась 17 апреля 1989 года в Prince of Wales Theatre (режиссёр: Тревор Нанн, хореограф: Джиллиан Линн), где он выдержал 1325 представлений. Оригинальный актёрский состав включал в себя: Кевина Колсона, Энн Крамб, Майкла Болла, Кетэлин Роув МакАллен и Диану Моррисон. В более поздних постановках участвовали: Сара Брайтман, Барри Инэм и Майкл Прейд. Роджер Мур должен был играть главную роль в постановке, но отказался.
Бродвейская постановка с той же самой творческой командой и некоторыми актёрами из Лондонского состава (к ним позже присоединились Сара Брайтман и Джон Каллум) открылась 8 апреля 1990 года и закрылась 2 марта 1991 года, выдержав всего 377 представлений и 22 предварительных просмотра. Отзывы были в большей степени равнодушные. Известный театральный критик Фрэнк Рич обрушил разгромную критику на шоу в The New York Times: «Являются ли „Аспекты любви“ мюзиклом для людей, вот другой вопрос». Но другому критику Кливу Барнсу шоу понравилось: «Аспекты любви» заняли особое место в моём сердце".
Несмотря на это, когда мюзикл закрылся, инвестиции, а именно 8 миллионов долларов были потеряны, и согласно New York Times, «это, возможно самый большой провал в истории Бродвея».
В 1991 году «камерная версия» шоу была поставлена в Канаде. Это впоследствии привело к туру по Америке и аналогичной постановке в Австралии. Также мюзикл ставили в Японии, Филиппинах, Венгрии, Финляндии и Дании.
Новый тур по Великобритании проходил с 31 августа по 8 декабря 2007 года, первый раз за 15 лет (Режиссёр: Николай Фостер). Роль Джорджа исполнил Дэвид Эссекс. Открытие тура произошло в городе Ньюкасл-апон-Тайн, в театре Theatre Royal.
После этого тура мюзикл был поставлен в ЮАР, город Йоханнесбург, в театре The Joburg Theatre, где шёл с 22 мая по 28 июня 2009 года. Режиссировал мюзикл Николай Фостер. Главные роли играли: Саманта Пео, Роберт Финлейсон, Анджела Килиан и Кейт Смит.
Возрождённая Лондонская постановка шла в театре Menier Chocolate Factory с 15 июля 2010 года до 11 сентября 2010 года (режиссёр: Тревор Нанн).

## Альбом
В двухдисковом альбоме, записанном оригинальным составом Лондонской постановки некоторые композиции были обрезаны по причине длины. В 2005 году альбом был переиздан, все обрезанные композиции были восстановлены.

## Интересные факты
- Когда мюзикл открылся, песню «The First Man You Remember» часто исполняли на телевидении. Было такое впечатление, что её исполняет дуэт романтических влюбленных. Однако, на самом деле, это дуэт между Джорджем и Дженни — отцом и дочерью. Песню исполняли Майкл Болл и Диана Моррисон.

## Награды и номинации
- Tony Award for Best Musical (номинация)
- Tony Award for Best Book of a Musical (номинация)
- Tony Award for Best Original Score (номинация)
- Tony Award for Best Featured Actor in a Musical (Колсон, номинация)
- Tony Award for Best Featured Actress in a Musical (МакАллен, номинация)
- Tony Award for Best Direction of a Musical (номинация)
- Drama Desk Award for Outstanding Musical (номинация)
- Drama Desk Award for Outstanding Featured Actress in a Musical (Даниэль Кло, номинация)
- Drama Desk Award for Outstanding Orchestration (номинация)
- Drama Desk Award for Outstanding Music (номинация)
- Drama Desk Award for Outstanding Lighting Design (номинация)
- Theatre World Award (МакАллен, победитель)